# IMac G3
iMac G3是苹果公司于1998年所推出的一款个人电脑，最初发布时的名字是“iMac”，其于1998年5月6日发布，随后在当年8月15日发售，于2003年3月停产。iMac G3是苹果公司在其创始人史蒂夫·乔布斯回归并重新领导公司后所发布的首款主要产品，亦是iMac系列中的首款产品。
iMac采用了一体式设计，包括CRT显示器、主板、光驱和其它组件都被统一囊括在由乔纳森·艾夫所设计的泪滴型外壳中。iMac以其设计著称，它的外壳上半部分是半透明的，还被嵌入了一个把手，拥有新奇的颜色亦是卖点之一，初始型号的iMac就采用了被称为“邦迪蓝”的蓝色，苹果公司还在后续改进型号中陆续为iMac推出了更多颜色。初始型号的iMac搭载有一颗233 MHz的PowerPC G3处理器与带2MB显存的ATI Rage IIc图形芯片，以及32MB–256MB的内存与4GB的硬盘，苹果公司后来在后续的改进型号中陆续为iMac添加了700 MHz的PowerPC G3、带16MB显存的ATI Rage 128 Ultra和6-60GB的硬盘与64MB-1GB的内存，后续型号的iMac上的光驱还被改为吸入式光驱。
乔布斯回归苹果后，大刀阔斧的削减了公司的产品线，将公司的产品线划分为四个部分，分别是专业级与消费级的台式机和便携式电脑，iMac即是此战略中的“消费级台式机”，苹果公司最初的计划是开发一款网络电脑，但受公司首席财务官弗雷德·安德森的建议，最终的计划改为开发一台功能齐备的家用电脑，它的开发代号是“C1”，内部名称“MacMan”，乔布斯希望iMac成为一台“无遗留”的，现代化的计算机，不依赖于旧的或专有的技术，故iMac抛弃了软盘驱动器和串行端口，同时也抛弃了旧的苹果桌面总线接口，改为搭载新的USB接口，缺少传统端口和USB配件亦在后来成为iMac饱受诟病的一点。“iMac”一名是广告公司TBWA\Chiat\Day的创意总监肯·西格尔起的，“i”字前缀代表了“internet”，这一前缀后来也被用在苹果公司的其他产品上。

## 发展历史

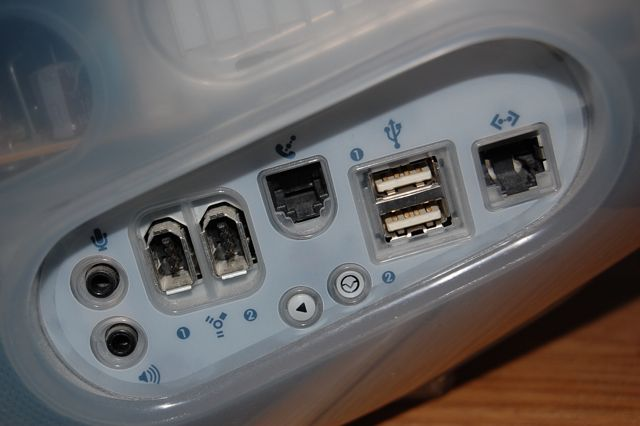
iMac G3斜面板上的USB以及其他接口

史蒂夫·乔布斯在1997年成为苹果公司的临时首席执行官后,立即着手于精简公司庞大而混乱的产品线。苹果削减了台式Mac产品线上的众多产品,包括含iMac即时处理器的米色Power Mac G3与规格几乎相同,但仅向教育市场出售的G3一体机。在停产众多热销的Performa系列电脑后,苹果公司需要一个替代产品给他们带来新的价格点。于是,苹果公司便在1998年5月6日宣布了全新的iMac,并在1998年8月15日正式发售iMac G3。
iMac与以往的主流机型大相庭径。它由半透明的"邦迪蓝"塑料制成,并以蛋形环绕在15英寸(合38厘米)的显像管周围。G3上有一个手柄,计算机的各种接口都被隐藏在机器右侧的夹板后。前面的双耳机插孔则与内置的立体声扬声器相辅相成。苹果公司首席设计官乔纳森·埃维参与了设计。

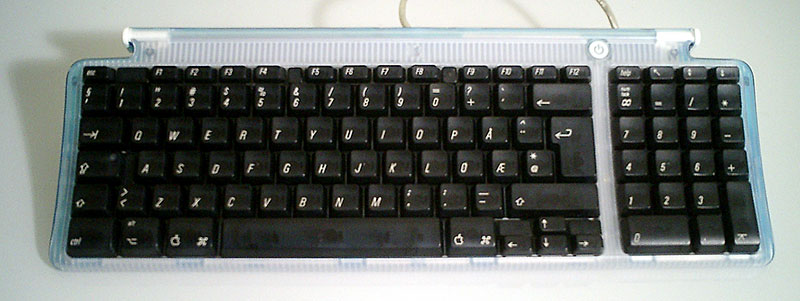
第一代iMac的键盘

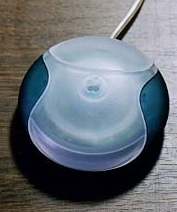
第一代iMac的"冰球"鼠标

iMac是第一台将USB接口作为标准并专门提供的电脑,其包含新键盘与鼠标的连接器,从而放弃了之前Macintosh电脑周边设备的连接方式,如ADB(Apple Desktop Bus), SCSI与GeoPort等接口.
然而,最"激进"的一步是放弃了3.5英寸的软驱(其曾在1984年以来每台Mac中使用).因为苹果认为可录光碟、因特网与办公网络很快就会将软盘淘汰。苹果最初在iMac中内置的调制解调器速率仅有33.6Kbit/s,但在客户的压力下而研发出了更快的56k调制解调器。苹果此举引发了不少争议。于是在iMac推出时,第三方厂商提供的廉价外置USB软驱便应运而生。
键盘与鼠标被重新设计以适配iMac的造型,它们都使用了半透明的塑料与"邦迪蓝"的镶边(即苹果USB键盘与苹果USB鼠标)。键盘较苹果以前的键盘小,并采用了黑底白字的设计,这些都引起了争议。鼠标为圆形的"冰球",这种设计被嘲笑给手型大的人带来不必要的麻烦。
但苹果仍继续配送这种鼠标,并在以后的版本中在按键上加入了凹痕以方便用户区分正确的方向。最终,一款被称为"苹果鼠标"(Apple Mouse)的光学鼠标取代了圆形鼠标,并被应用于苹果的所有硬件产品。

## 技术信息

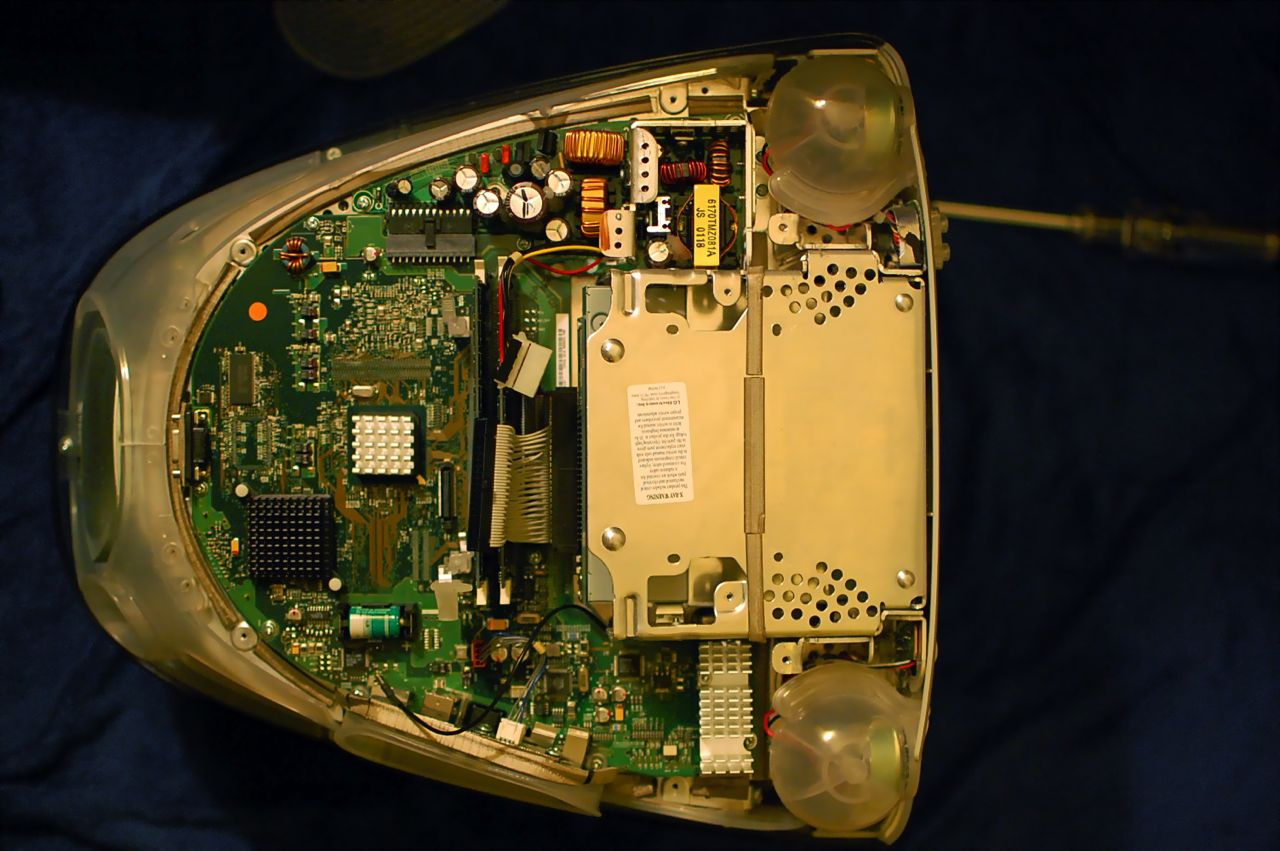
不规则形状的逻辑电路板与突出的硬盘驱动器支架

就内部设计来说,iMac是MacNC工程与共用硬件参考平台(CHRP)的结合产物。虽然CHRP技术并没有完全实现,但是苹果公司在CHRP上所做的工作显然对iMac的设计有很大帮助。
第一代的iMac售价为1,299美元,搭载了一颗233MHz的PowerPC G3芯片,含512KB、速度为116.6MHz的二级缓存,而这款处理器也在苹果高端的Power Mac产品线上使用。另外,它还有4GB的硬盘、32MB的内存以及2MB的显存。系统方面,它搭载Mac OS 8.1并很快被升级到了Mac OS 8.5。
其中部分的元件,如前置的红外数据收发器(IrDA)端口与托盘式的光驱,都是从苹果笔记本"借鉴"而来的。虽然iMac没有正式的加入拓展槽,但是其首版有一个被称为"夹层槽"的槽。  虽说这个槽仅为苹果公司内部使用,但仍有少数第三方厂商发布了其兼容的拓展卡,如3dfx发布的升级型Voodoo II与德国公司Formac生产的SCSI/SCSI-电视卡(iProRAID与iProRAID TV)。
夹层槽在后来的iMac中被移除。另外,iMac G3中的硬盘是昆腾的Fireball型号。

## 后续更新

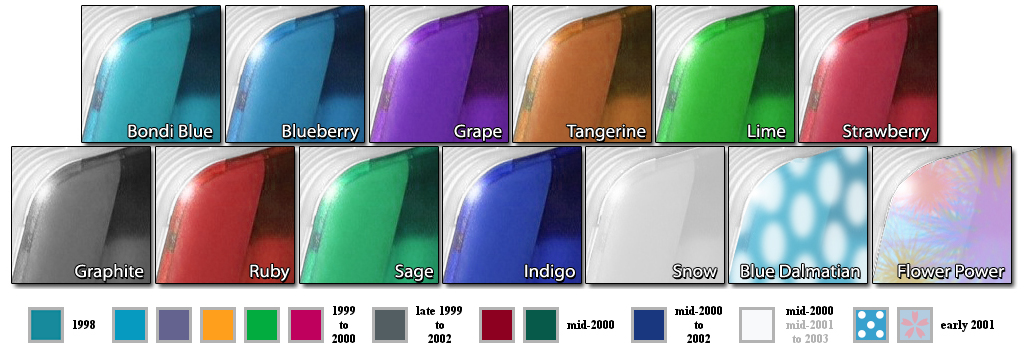
iMac G3的十三款"口味"

iMac产品线在最初版后仍然继续更新。除了增加处理器速度、显存大小与硬盘容量,苹果公司还发布了其它颜色外壳的iMac——1999年一月是蓝莓色、草莓色、橘子色、葡萄色与酸橙色;之后还发布了其他颜色,如石墨色、红宝石色、鼠尾草色、雪色与靛蓝色,另有"蓝色达尔马提亚"与"花的力量"图案。
随后的升级使iMac看起来更加的圆滑。第二代的iMac内置吸入式光驱、火线接口、"免风扇"操作(通过自由对流方式冷却)与AirPort无线网络功能。苹果在2003年3月之前仍然继续销售该款产品,主要面对想要运行Mac OS 9较老版本的客户。
USB、火线端口与对拨号上网、以太网和无线网络的支持(经由802.11b与蓝牙)很快成为了苹果公司整个产品线的标配,并修正了早期iMac的不足之处。
同时iMac的CRT型号开始针对教育市场出售,直到iMac G4的继任者eMac发售为止。
随着苹果公司继续发售其新款电脑,"iMac"一词也继续使用,指苹果消费型电脑产品线上的各类机器型号。

## 各种型号

### iMac(托盘式)
托盘式的iMac G3内置15英寸的显像管,分辨率为1024 × 768。其输入与输出端口为两个USB1.1接口,并内置56K的调制解调器与10/100 BASE-T以太网接口和4Mbit/s的红外端口(仅在版本A与版本B机型中提供)。
它内置立体声扬声器、麦克风、输入/输出音频接口与两个耳机插孔。各种接口都安放在一个夹板后,上有凹痕,方便手指开合。iMac还配备一个冰球型的苹果USB鼠标与新款紧凑型苹果USB鼠标。 
最初的iMac仅有邦迪蓝款,但在发售不久后就被草莓色、蓝莓色、青柠色、葡萄色与柑橘色取代。托盘式的iMac随着1999年10月5日、新款吸入式iMac的发售便停产了。
- 1998年8月15日 - iMac 233MHz(修订版A)(M6709LL/A)。233 MHz处理器、ATI Rage IIc显卡(2MB显存).仅有邦迪蓝款。
- 1998年10月17日 - iMac 233MHz(修订版B)（M6709LL/B）。系统升级为Mac OS 8.5、显卡升级为ATI Rage Pro(6MB显存)。含IrDA端口与夹层槽。
- 1999年1月5日 - iMac 266MHz（修订版C,"五种口味"）(M7389LL/A, M7345LL/A, M7392LL/A, M7390LL/A, M7391LL/A)。搭载266MHz的处理器。IrDA端口与夹层槽被移除。显卡更换为ATI Rage Pro Turbo(6MB显存)。有草莓色（粉色）、蓝莓色（蓝色）、青柠色（浅绿色）、葡萄色（紫色）与柑橘色（橙色）五种款式。同时价格降低了100美元。
- 1999年4月14日 - iMac 333MHz(修订版D)。处理器主频提升至333MHz,并在鼠标上加入缩进按钮。此为最后一款运行Mac OS 8的iMac。

| 型号                                 | iMac （页面存档备份，存于）                                                           | iMac (修订版B) （页面存档备份，存于）                                                 | iMac (266 MHz)（页面存档备份，存于）                                                  | iMac (333 MHz)（页面存档备份，存于）                                                  |
| ------------------------------------ | ------------------------------------------------------------------------------------- | ------------------------------------------------------------------------------------- | ------------------------------------------------------------------------------------- | ------------------------------------------------------------------------------------- |
| 开发代号                             | "哥伦布、埃尔罗伊、后挡板、C1"                                                        | "哥伦布、埃尔罗伊、后挡板、C1"                                                        | "生命拯救者"                                                                          | "生命拯救者"                                                                          |
| 可选颜色                             | 邦迪蓝                                                                                | 邦迪蓝                                                                                | 蓝莓色、葡萄色、草莓色、柑橘色与青柠色                                                | 蓝莓色、葡萄色、草莓色、柑橘色与青柠色                                                |
| 处理器                               | 233 MHz PowerPC G3 (750)                                                              | 233 MHz PowerPC G3 (750)                                                              | 266 MHz PowerPC G3 (750)                                                              | 333 MHz PowerPC G3 (750)                                                              |
| 缓存                                 | 64KB的一级缓存与512KB的背面二级缓存(1:2)                                              | 64KB的一级缓存与512KB的背面二级缓存(1:2)                                              | 64KB的一级缓存与512KB的背面二级缓存(1:2)                                              | 64KB的一级缓存与512KB的背面二级缓存(1:2)                                              |
| 前端总线                             | 66 MHz                                                                                | 66 MHz                                                                                | 66 MHz                                                                                | 66 MHz                                                                                |
| 内存 两个 PC100标准的SDRAM (SO-DIMM) | 32MB 可拓展至384MB。                                                                  | 32MB 可拓展至512MB                                                                    | 32MB 可拓展至512MB                                                                    | 32MB 可拓展至512MB                                                                    |
| 显示器                               | 15英寸(13.8英寸可视)的阴影掩膜显像管,分辨率为1024 × 768像素 (通过内置的DB-15线缆连接) | 15英寸(13.8英寸可视)的阴影掩膜显像管,分辨率为1024 × 768像素 (通过内置的DB-15线缆连接) | 15英寸(13.8英寸可视)的阴影掩膜显像管,分辨率为1024 × 768像素 (通过内置的DB-15线缆连接) | 15英寸(13.8英寸可视)的阴影掩膜显像管,分辨率为1024 × 768像素 (通过内置的DB-15线缆连接) |
| 显卡                                 | ATI Rage IIc显卡(2MB显存) 可拓展至6MB                                                 | ATI Rage Pro显卡（6MB显存）                                                           | ATI Rage Pro显卡（6MB显存）                                                           | ATI Rage Pro显卡（6MB显存）                                                           |
| 硬盘 ATA-3 5400转/分                 | 4GB 至多支持128GB                                                                     | 4GB 至多支持128GB                                                                     | 6GB 至多支持128GB                                                                     | 6GB 至多支持128GB                                                                     |
| 光驱                                 | 24X 托盘式CD-ROM驱动器                                                                | 24X 托盘式CD-ROM驱动器                                                                | 24X 托盘式CD-ROM驱动器                                                                | 24X 托盘式CD-ROM驱动器                                                                |
| 调制解调器                           | 集成式56K                                                                             | 集成式56K                                                                             | 集成式56K                                                                             | 集成式56K                                                                             |
| 最低系统需求                         | Mac OS 8.1或8.5                                                                       | Mac OS 8.1或8.5                                                                       | Mac OS 8.5.1                                                                          | Mac OS 8.5.1                                                                          |
| 最高系统支援                         | Mac OS X 10.3.9 "美洲豹"与Mac OS 9.2.2                                                | Mac OS X 10.3.9 "美洲豹"与Mac OS 9.2.2                                                | Mac OS X 10.3.9 "美洲豹"与Mac OS 9.2.2                                                | Mac OS X 10.3.9 "美洲豹"与Mac OS 9.2.2                                                |
| 重量                                 | 38.1磅 / 17.2千克                                                                     | 38.1磅 / 17.2千克                                                                     | 38.1磅 / 17.2千克                                                                     | 38.1磅 / 17.2千克                                                                     |
| 尺寸                                 | 15.8 × 15.2 × 17.6英尺 / 40.1 × 38.6 × 44.7厘米                                       | 15.8 × 15.2 × 17.6英尺 / 40.1 × 38.6 × 44.7厘米                                       | 15.8 × 15.2 × 17.6英尺 / 40.1 × 38.6 × 44.7厘米                                       | 15.8 × 15.2 × 17.6英尺 / 40.1 × 38.6 × 44.7厘米                                       |

### iMac (吸入式)
- 1999年10月5日 — iMac/iMac DV/iMac DV SE。首个修订版支援火线(除350MHz型号) 。搭载350或400MHz的处理器、吸入式的光驱,可选颜色与修订C/D版的iMac相同(外加特别版的石墨色)。使用ATI Rage 128 VR显卡（8MB显存）,并有适用于802.11b AirPort卡的内置插槽。
- 2000年6月19日 — iMac/iMac DV/iMac DV+/iMac DV SE。DV+与DV SE型号将吸入式的CD-ROM升级为DVD-ROM驱动器。处理器主频分别为350、400、450与500MHz,可选石墨色（灰色）、红宝石色（红色）、雪色（白色）、靛蓝色（深蓝色）与鼠尾草色（绿色）。并分别将苹果USB鼠标换为苹果Pro鼠标;将USB键盘换为Pro键盘。显卡升级为Rage 128 Pro,但仍有8MB显存。同时350MHz型号没有AirPort卡槽并仍不支援火线。
- 2001年2月22日 — 处理器主频升级至400、500(PPC750CX处理器)与600MHz(PPC750CX处理器)。可选靛蓝色、石墨色、"蓝达尔马提亚"图案与"花的力量"图案。750CX型号采用了新的"盘古"(Pangea)主板与新的ATI Rage 128 Ultra显卡（16MB显存）。
- 2001年7月18日 — 处理器主频分别升为500、600、700MHz(后两者为PPC750CXe处理器)。可选靛蓝色、石墨色与雪色。700MHz型号在2002年1月iMac G4系列发布后停产,500与600MHz型号在2003年3月停产。

| 型号                       | iMac (吸入式) （页面存档备份，存于）                                                                   | iMac (2000年夏季) （页面存档备份，存于）                                                                         | iMac (2001年年初) （页面存档备份，存于）                                                          | iMac (2001年夏季) （页面存档备份，存于）                                                          |
| -------------------------- | --- | --- | ------------------------------------------------------------------------------------------------- | ------------------------------------------------------------------------------------------------- |
| 开发代号                   | "熙平、P7"                                                                                             | 无 | 无                                                                                                | "Kiva"                                                                                            |
| 可选颜色                   | 蓝莓色、葡萄色、草莓色、柑橘色、酸橙色与石墨色                                                         | 靛蓝色、红宝石色、鼠尾草色、雪色与石墨色                                                                         | 靛蓝色、石墨色、"蓝达尔马提亚"图案和"花的力量"图案                                                | 靛蓝色、石墨色以及雪色                                                                            |
| 处理器                     | 350MHz或400MHz PowerPC G3 (750)处理器                                                                  | 350MHz、400MHz、450MHz或500MHz PowerPC G3 (750)处理器                                                            | 400MHz PowerPC G3 (750)处理器、500MHz或600MHz PowerPC G3 (750CX)处理器                            | 500MHz PowerPC G3 (755)处理器、600或700MHz PowerPC G3 (750CXe)处理器                              |
| 缓存                       | 64KB的一级缓存与512KB的背面二级缓存64KB (2:5)                                                          | 64KB的一级缓存与512KB的背面二级缓存64KB (2:5)                                                                    | 64KB的一级缓存与512KB的背面二级缓存64KB (2:5)或256KB的二级缓存 (1:1)                              | 64KB的一级缓存与256KB的二级缓存 (1:1)                                                             |
| 前端总线                   | 100MHz                                                                                                 | 100MHz | 100MHz                                                                                            | 100MHz                                                                                            |
| 内存 两个 PC100标准的SDRAM | 64MB或128MB 可拓展至1GB                                                                                | 64MB或128MB 可拓展至1GB                                                                                          | 64MB或128MB 可拓展至1GB                                                                           | 64MB、128MB或256MB 可拓展至1GB                                                                    |
| 显示器                     | 15英寸(13.8英寸可视)的阴影掩膜显像管,分辨率为1024 × 768像素 (外加一个VGA端口以进行镜像输出)            | 15英寸(13.8英寸可视)的阴影掩膜显像管,分辨率为1024 × 768像素 (外加一个VGA端口以进行镜像输出)                      | 15英寸(13.8英寸可视)的阴影掩膜显像管,分辨率为1024 × 768像素 (外加一个VGA端口以进行镜像输出)       | 15英寸(13.8英寸可视)的阴影掩膜显像管,分辨率为1024 × 768像素 (外加一个VGA端口以进行镜像输出)       |
| 显卡                       | ATI Rage 128 VR显卡 (AGP 2X) （8MB显存）                                                               | ATI Rage 128 Pro显卡 (AGP 2X) （8MB显存）                                                                        | ATI Rage 128 Pro显卡 (AGP 2X) （8MB显存）或 ATI Rage 128 Ultra显卡 (AGP 2X) （16MB显存）          | ATI Rage 128 Ultra显卡 (AGP 2X) （16MB显存）                                                      |
| 硬盘 Ultra-ATA 5400转/分   | 6GB、10GB或13GB 至多支持128GB                                                                          | 7 GB、10GB、20GB或30GB 至多支持128GB                                                                             | 10GB、20GB或30GB 至多支持128GB                                                                    | 20GB、40GB或60GB 至多支持128GB                                                                    |
| 光驱                       | 24X 吸入式CD-ROM驱动器或4X 吸入式DVD-ROM驱动器                                                         | 24X 吸入式CD-ROM驱动器或4X 吸入式DVD-ROM驱动器                                                                   | 24X 吸入式CD-ROM驱动器或8X CD-R与4X CD-RW刻录机与32X 吸入式CD-RW驱动器 支持4X 吸入式DVD-ROM驱动器 | 24X 吸入式CD-ROM驱动器或8X CD-R与4X CD-RW刻录机与32X 吸入式CD-RW驱动器 支持4X 吸入式DVD-ROM驱动器 |
| AirPort                    | 可选AirPort 802.11b卡                                                                                  | 可选AirPort 802.11b卡                                                                                            | 可选AirPort 802.11b卡                                                                             | 可选AirPort 802.11b卡                                                                             |
| 调制解调器                 | 集成式56K                                                                                              | 集成式56K | 集成式56K                                                                                         | 集成式56K                                                                                         |
| 最低系统需求               | Mac OS 8.6                                                                                             | Mac OS 9.0.4 | Mac OS 9.1                                                                                        | Mac OS 9.1与Mac OS X 10.0.4                                                                       |
| 最高系统支援               | 350MHz机型上可用Mac OS X 10.3.9"美洲豹"与Mac OS 9.2.2。400MHz机型上可用Mac OS X 10.4"虎"与Mac OS 9.2.2 | 350MHz机型上可用Mac OS X 10.3.9"美洲豹"与Mac OS 9.2.2。400、450、500MHz机型上可用Mac OS X 10.4"虎"与Mac OS 9.2.2 | Mac OS X 10.4"虎"与Mac OS 9.2.2                                                                   | Mac OS X 10.4"虎"与Mac OS 9.2.2                                                                   |
| 重量                       | 34.7磅 / 15.7千克                                                                                      | 34.7磅 / 15.7千克                                                                                                | 34.7磅 / 15.7千克                                                                                 | 34.7磅 / 15.7千克                                                                                 |
| 尺寸                       | 15.0 × 15.0 × 17.1英寸 / 38.1 × 38.1 × 43.5厘米                                                        | 15.0 × 15.0 × 17.1英寸 / 38.1 × 38.1 × 43.5厘米                                                                  | 15.0 × 15.0 × 17.1英寸 / 38.1 × 38.1 × 43.5厘米                                                   | 15.0 × 15.0 × 17.1英寸 / 38.1 × 38.1 × 43.5厘米                                                   |

## 对流行文化的影响
iMac G3在2000年代的流行文化中几乎随处可见,包括许多的电视剧,如超人前传、达里亚、山之王、内德之解密的学校生存指南 、乔治·洛佩兹 、我家 、左右做人难、同志亦凡人、新成长的烦恼、辛普森一家、我的老婆和孩子、特工老爹、与亚瑟 。
iMac G3同样在电影名模大間諜、弗雷德2:活死人之夜、乌龙大反击、史酷比！奥秘的开端与辣妈辣妹中出现。
日本漫畫Keroro軍曹中的角色－Keroro所用的電腦就是iMac G3、在單行本第一冊出現(後來改為iMac G4)，亦曾用作製作個人網站。

## 附加链接
- 史蒂夫·乔布斯在1998年Macworld上的iMac G3发布会。